# Franziska von Fritsch

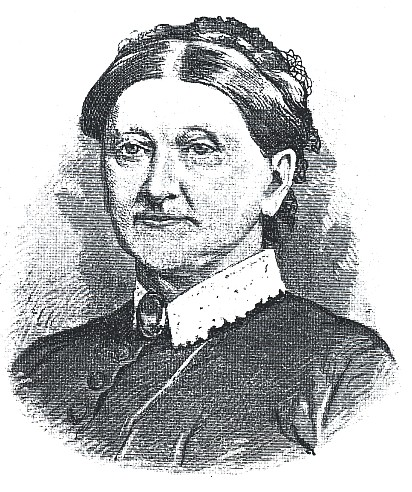
Franziska von Fritsch

Franziska von Fritsch (* 10. März 1828 in Markt Bibart als Franziska Ruf; † 18. März 1904 in Salzburg) war eine deutsch-österreichische Schriftstellerin.

## Leben
Franziska von Fritsch kam 1828 als Franziska Ruf in Markt Bibart im Rezatkreis zur Welt. In München wurde sie zur Erzieherin ausgebildet, als die sie in den Folgejahren tätig war. Sie heiratete in Linz den österreichischen Statthaltereirat Johann Nepomuk Ritter von Fritsch, durch den sie in den Kontakt zu Adalbert Stifter, Hermann von Gilm zu Rosenegg und Franz Isidor Proschko kam. Stifter ermutigte Franziska von Fritsch zur Herausgabe ihres Werkes Weihnachtsfeste, das 1861 erschien. In den folgenden Jahren veröffentlichte sie weitere Novellen, Erzählungen und Gedichte. Besonderen Erfolg hatte sie mit ihrem Trauerspiel Heli, welches 1882 erschien und mehrfach in Graz aufgeführt wurde. Sie lebte zeitweise in München, bevor sie verwitwet 1904 im Herz-Jesu-Asyl des Salzburger Stadtteils Riedenburg starb.
Franziska von Fritsch veröffentlichte einen Teil ihrer Werke unter dem Pseudonym „Fr. Staufen“.

## Werke
- Weihnachts-Feste. Eine Erzählung für Deutschgesinnte. Teubner, Leipzig 1861. (Digitalisat)
- Heli. Trauerspiel in fünf Aufzügen. Merhoff, München 1882.
- Eine Heimstätte. Roman. Hinstorff, Danzig/Leipzig/Wien 1887.
- Die Sprachreiniger. Schwank in 3 Aufzügen. Ottmann, Leipzig 1892.